# Madres paralelas
Madres paralelas è un film del 2021 scritto e diretto da Pedro Almodóvar.
Il film, con protagoniste Penélope Cruz e Milena Smit, è stato presentato in concorso alla 78ª Mostra internazionale d'arte cinematografica di Venezia.

## Trama
Janis, una fotografa madrilena prossima ai quarant'anni, incontra l'affascinante antropologo forense Arturo e gli propone di scavare nel sito di una fossa comune dove potrebbe essere stato seppellito il suo bisnonno, desaparecido all'epoca della guerra civile spagnola. I due iniziano una relazione, in seguito alla quale Janis rimane incinta. Arturo, sposato e con una moglie malata di cancro, chiede a Janis di abortire, ma lei decide di interrompere la loro relazione per poter tenere il bambino.
Giunta al termine della gravidanza, Janis viene ricoverata in ospedale per partorire e lì divide la camera con Ana, una minorenne rimasta incinta in seguito a un torbido caso di revenge porn. La ragazza, che ha anche un rapporto molto teso con i propri genitori, si affeziona presto a Janis e le due diventano amiche. Le due donne partoriscono lo stesso giorno: Ana dà alla luce sua figlia Anita e Janis la piccola Cecilia; a causa di alcune lievi complicazioni entrambe le bambine vengono tenute in osservazione prima di essere date alle rispettive madri. Janis e Ana si scambieranno i contatti, proponendosi di rivedersi presto.
Tempo dopo, Arturo chiede a Janis di vedere sua figlia e lei acconsente; tuttavia, nel vedere la bambina, l'uomo nega che ella possa essere davvero sua figlia, poiché non gli somiglia. Per fugare ogni dubbio, Janis si sottopone insieme con Cecilia a un test del DNA, dal quale ottiene una verità sconcertante: la bambina non è sua figlia. Sospettando che la sua vera figlia possa essere stata scambiata con quella di Ana, Janis prova a contattare la sua amica ma poi, spaventata da ciò che questo potrebbe implicare, decide di lasciar perdere e cambia addirittura numero di telefono per tenere nascosta la verità sia alla ragazza sia ad Arturo.
Passa qualche mese. Janis ritrova per caso Ana, che è andata via da casa e tenta di sbarcare il lunario con dei lavori occasionali. La ragazza le rivela che Anita è morta a causa della SIDS, e la notizia sconvolge Janis, la quale decide quindi di accogliere in casa sua Ana, in qualità di baby-sitter di Cecilia. Con una scusa, riesce a sottoporre anche la ragazza al test del DNA, dal quale emerge che Ana e Cecilia sono madre e figlia: le bambine sono state scambiate all'ospedale quando sono state riconsegnate alle madri dopo il periodo di osservazione. Janis decide di tenere nascosta la verità ad Ana, temendo che possa portarle via la figlia che lei ha cresciuto. Tra Ana e Janis, intanto, nasce l'amore e le due donne diventano una coppia.
Tempo dopo ritorna Arturo, portando alcune notizie: ha infatti ottenuto il permesso di scavare la fossa comune indicatagli da Janis; inoltre, in seguito alla guarigione di sua moglie, l'uomo le ha detto di Janis e della figlia da lei avuta, e i due hanno avviato le pratiche del divorzio. Questo destabilizza Janis e rende Ana gelosa: le due hanno uno spiacevole confronto durante il quale emerge la loro differenza d'età e di visione, in particolare per quello che riguarda il triste passato della Spagna, di cui Ana è assolutamente all'oscuro. Janis comprende allora che sia il momento di rivelarle la verità su Cecilia: quando Ana apprende la notizia che la sua vera figlia è ancora viva e che a morire è stata la figlia di Janis, accusa la donna di averla ingannata e torna a stare da sua madre, portandosi via la bambina e lasciando Janis disperata.
Janis si riavvicina ad Arturo, al quale spiega tutta la verità. In seguito, i due lavorano al reperimento di notizie circa i desaparecidos della fossa comune, per permettere l'identificazione dei resti che vi verranno trovati. Janis si riconcilia anche con Ana, che crescerà la sua figlia biologica senza però impedire che la madre putativa la veda; anche Janis rimane nuovamente incinta di Arturo, e il nascituro sarà considerato un vero e proprio fratello per Cecilia/Anita, in una grande famiglia allargata. Durante lo scavo della fossa comune vengono ritrovati i resti di molte persone, tra cui quelli del bisnonno di Janis: questa, insieme con Ana e le donne del suo villaggio natale, si reca dunque a rendere omaggio ai defunti.

## Promozione
Il teaser trailer del film è stato diffuso online il 22 luglio 2021, seguito il 10 agosto da quello italiano.

## Distribuzione
Il film è stato presentato in anteprima il 1º settembre 2021 in concorso alla 78ª Mostra internazionale d'arte cinematografica di Venezia, come film d'apertura dell'edizione. È stato distribuito nelle sale cinematografiche spagnole a partire dall'8 ottobre seguente. In Italia, invece, è stato distribuito dal 28 ottobre 2021.

## Accoglienza

### Incassi
Nel primo fine settimana di proiezione, il lungometraggio ha incassato 38 249 dollari in patria, per un totale di 2 297 501 $ guadagnati dal botteghino spagnolo. Nel resto del mondo, Madres paralelas ha incassato 19 590 280 $, per un totale complessivo di 21 887 781 $.

### Critica
Secondo l'aggregatore di recensioni Rotten Tomatoes, il film ha ottenuto un indice di apprezzamento del 96% e un voto di 8,2 su 10 sulla base di 215 recensioni. Su Metacritic, il film ha ottenuto un voto di 88 su 100 sulla base di 46 recensioni, indicando un'«acclamazione universale».

## Riconoscimenti
- 2022 – Premio Oscar[9]
  - Candidatura per la miglior attrice protagonista a Penélope Cruz
  - Candidatura per la miglior colonna sonora
- 2022 – Golden Globe
  - Candidatura per il miglior film straniero
  - Candidatura per la migliore colonna sonora originale a Alberto Iglesias
- 2022 – Premio BAFTA
  - Candidatura per il miglior film non in lingua inglese
- 2021 – Festival del cinema di Venezia[1]
  - Coppa Volpi per la migliore interpretazione femminile a Penélope Cruz
  - Candidatura per il Leone d'oro al miglior film
- 2021 – Los Angeles Film Critics Association
  - Miglior attrice a Penélope Cruz
  - Miglior colonna sonora a Alberto Iglesias
- 2022 – Premio Goya
  - Candidatura per il miglior film
  - Candidatura per il miglior regista a Pedro Almodóvar
  - Candidatura per la migliore attrice protagonista a Penélope Cruz
  - Candidatura per la migliore attrice non protagonista a Aitana Sánchez-Gijón e Milena Smit
  - Candidatura per la miglior fotografia a José Luis Alcaine
  - Candidatura per la miglior scenografia a Antxón Gómez
  - Candidatura per il miglior sonoro a Sergio Bürmann, Laia Casanovas e Marc Orts